# 90. pehotna divizija (ZDA)
90. pehotna divizija (izvirno angleško 90th Infantry Division) je bila pehotna divizija Kopenske vojske ZDA.

## Zgodovina
Divizija je bila prvotno ustanovljena iz prebivalcev Oklahome in Teksasa.